# Lipotriches
Genre
Lipotriches est un genre d'abeilles de la famille des Halictidae. Ces espèces sont largement répandues dans l'hémisphère est,  quoique absentes d'Europe. Elles ont souvent des paquets importants de poils sur les bords des segments de leur métasome.

## Liste des espèces
Selon GBIF (8 février 2024) :
- Lipotriches ablusa (Cockerell, 1931)
- Lipotriches abuensis (Cameron, 1908)
- Lipotriches acaciae (Cockerell, 1935)
- Lipotriches acanthospermi Pauly
- Lipotriches adelaidella (Cockerell, 1910)
- Lipotriches aenea (Smith, 1875)
- Lipotriches aenescens (Friese, 1912)
- Lipotriches aerata (Smith, 1875)
- Lipotriches alberti (Cockerell, 1942)
- Lipotriches albitarsis (Friese, 1930)
- Lipotriches alboscopacea (Friese, 1917)
- Lipotriches alternata (Cockerell, 1942)
- Lipotriches amatha (Cockerell, 1935)
- Lipotriches analis (Benoist, 1964)
- Lipotriches analis (Friese, 1924)
- Lipotriches andrei (Vachal, 1897)
- Lipotriches andrenina (Cockerell, 1911)
- Lipotriches antennae
- Lipotriches antennata (Smith, 1875)
- Lipotriches apicata (Cockerell, 1936)
- Lipotriches argentifrons (Smith, 1862)
- Lipotriches armatipes (Friese, 1930)
- Lipotriches armatula (Dalla Torre, 1896)
- Lipotriches arnoldi (Friese, 1930)
- Lipotriches aurata (Bingham, 1897)
- Lipotriches aureobalteata (Cameron, 1902)
- Lipotriches aureohirta (Cameron, 1898)
- Lipotriches aureotecta (Cockerell, 1931)
- Lipotriches aurifrons (Smith, 1853)
- Lipotriches austella (Hirashima, 1978)
- Lipotriches australica (Smith, 1875)
- Lipotriches azarensis (Cockerell, 1932)
- Lipotriches babindensis (Cockerell, 1930)
- Lipotriches baldocki Pauly
- Lipotriches bantarica (Cockerell, 1919)
- Lipotriches basipicta (Wickwar, 1908)
- Lipotriches bechuanella (Cockerell, 1939)
- Lipotriches bequaertiella (Cockerell, 1942)
- Lipotriches betsilei (Saussure, 1890)
- Lipotriches bicarinata (Cameron, 1903)
- Lipotriches bigibba (Saussure, 1890)
- Lipotriches blandula (Vachal, 1903)
- Lipotriches bombayensis (Cameron, 1908)
- Lipotriches brachysoma (Schletterer, 1891)
- Lipotriches brevipennis (Friese, 1915)
- Lipotriches brisbanensis (Cockerell, 1913)
- Lipotriches brooksi (Pauly, 1991)
- Lipotriches burmica (Cockerell, 1920)
- Lipotriches butteli (Friese, 1913)
- Lipotriches calcarata (Friese)
- Lipotriches cassiae Pauly
- Lipotriches ceratina (Smith, 1857)
- Lipotriches ceylonica (Friese, 1913)
- Lipotriches cheesmanae (Michener, 1965)
- Lipotriches chilwensis (Cockerell, 1939)
- Lipotriches cincticauda (Cockerell, 1943)
- Lipotriches cinerascens (Smith, 1875)
- Lipotriches circumnitens (Cockerell, 1946)
- Lipotriches cirrita (Vachal, 1903)
- Lipotriches clavata (Smith, 1853)
- Lipotriches clavicornis (Warncke, 1980)
- Lipotriches clavisetis (Vachal, 1910)
- Lipotriches clypeata (Smith, 1875)
- Lipotriches clypeomonstrosa Pauly
- Lipotriches collaris (Vachal, 1903)
- Lipotriches colona (Strand)
- Lipotriches comberi (Cockerell, 1911)
- Lipotriches comperta (Cockerell, 1912)
- Lipotriches crassula (Vachal, 1903)
- Lipotriches cribrosa (Spinola, 1843)
- Lipotriches crocodilensis (Pauly, 1990)
- Lipotriches cubitalis (Vachal, 1897)
- Lipotriches cyanella (Cockerell, 1913)
- Lipotriches dentipes (Friese, 1930)
- Lipotriches dentiventris (Smith, 1875)
- Lipotriches derema (Strand, 1914)
- Lipotriches desolata (Cockerell, 1941)
- Lipotriches digitata (Friese, 1909)
- Lipotriches dimissa (Cockerell, 1921)
- Lipotriches doddii (Cockerell, 1905)
- Lipotriches dominarum (Cockerell, 1932)
- Lipotriches eardleyi Pauly
- Lipotriches echinata (Friese, 1930)
- Lipotriches edenvalensis Pauly
- Lipotriches edirisinghei Pauly, 2006
- Lipotriches elongata (Friese, 1914)
- Lipotriches elongatula (Cockerell, 1915)
- Lipotriches erimae (Friese, 1909)
- Lipotriches esakii (Hirashima, 1961)
- Lipotriches ethioparca (Cockerell, 1935)
- Lipotriches ewasoensis Pauly
- Lipotriches exagens (Walker, 1860)
- Lipotriches excellens (Cockerell, 1929)
- Lipotriches femorata (Friese, 1936)
- Lipotriches ferricauda (Cockerell, 1913)
- Lipotriches fervida (Smith, 1875)
- Lipotriches fimbriata (Vachal, 1897)
- Lipotriches flavitarsis (Friese, 1909)
- Lipotriches flavoviridis (Cockerell, 1905)
- Lipotriches floralis (Smith, 1875)
- Lipotriches fortior (Cockerell, 1929)
- Lipotriches frenchi (Cockerell, 1912)
- Lipotriches friesei (Magretti, 1899)
- Lipotriches fruhstorferi (Pérez, 1905)
- Lipotriches fulvinerva (Cameron, 1907)
- Lipotriches fulvipes (Friese)
- Lipotriches fulvohirta (Smith, 1875)
- Lipotriches fumipennigera (Strand)
- Lipotriches fumipennis (Pauly, 2001)
- Lipotriches garambensis Pauly
- Lipotriches gemmea Pauly
- Lipotriches generosa (Smith, 1875)
- Lipotriches geophila (Cockerell, 1930)
- Lipotriches gilberti (Cockerell, 1905)
- Lipotriches gongeti Pauly
- Lipotriches goniognatha (Cockerell, 1919)
- Lipotriches gracilipes (Smith, 1875)
- Lipotriches gratiosa (Friese, 1914)
- Lipotriches gratiosa (Strand)
- Lipotriches grisella (Cockerell, 1913)
- Lipotriches guihongi Zhang & Niu, 2022
- Lipotriches guillarmodi Pauly
- Lipotriches guineensis (Strand, 1912)
- Lipotriches guluensis (Cockerell, 1943)
- Lipotriches gusenleitneri Pauly
- Lipotriches hainanensis (Wu, 1985)
- Lipotriches haladai Pauly
- Lipotriches halictella (Cockerell, 1905)
- Lipotriches halictiella (Strand)
- Lipotriches harergensis Pauly
- Lipotriches hippophila (Cockerell, 1910)
- Lipotriches hirsutipes (Cockerell)
- Lipotriches hirsutissima (Cockerell, 1935)
- Lipotriches hirsutula (Cockerell, 1947)
- Lipotriches hylaeoides (Gerstäcker, 1857)
- Lipotriches hyparrheniae Pauly
- Lipotriches hypodonta (Cockerell, 1905)
- Lipotriches inaequalis (Cockerell, 1931)
- Lipotriches inamoena (Benoist, 1950)
- Lipotriches irwini Pauly
- Lipotriches jacobsoni (Friese, 1914)
- Lipotriches jadotvillensis Pauly
- Lipotriches johannis (Cockerell, 1946)
- Lipotriches justiciae Pauly
- Lipotriches kabindana (Strand, 1920)
- Lipotriches kamerunensis (Friese, 1916)
- Lipotriches kamieskroonensis Pauly
- Lipotriches kampalana (Cockerell, 1935)
- Lipotriches kangrae (Nurse, 1904)
- Lipotriches kankauana (Strand, 1913)
- Lipotriches karibibensis Pauly
- Lipotriches karooensis Pauly
- Lipotriches kasoutina (Cockerell, 1943)
- Lipotriches katonana (Strand, 1913)
- Lipotriches kondeana (Strand, 1913)
- Lipotriches krombeini (Hirashima, 1978)
- Lipotriches kurandina (Cockerell, 1910)
- Lipotriches kwiapensis Pauly
- Lipotriches lactinea (Vachal, 1903)
- Lipotriches lamellicornis (Friese, 1911)
- Lipotriches langi (Cockerell, 1932)
- Lipotriches latetibialis (Friese, 1924)
- Lipotriches latifacies (Strand, 1911)
- Lipotriches lautula (Cockerell, 1919)
- Lipotriches leucomelanura (Cockerell, 1935)
- Lipotriches levicauda (Cockerell, 1919)
- Lipotriches ligata (Vachal, 1903)
- Lipotriches longipes (Strand)
- Lipotriches lubumbashica (Cockerell, 1943)
- Lipotriches lucidula (Vachal, 1910)
- Lipotriches luridipes (Benoist, 1964)
- Lipotriches maai (Michener, 1965)
- Lipotriches macropus (Friese, 1930)
- Lipotriches magniventris (Friese, 1914)
- Lipotriches makomensis (Strand, 1912)
- Lipotriches maliensis Pauly
- Lipotriches mamalapiensis Pauly
- Lipotriches meadewaldoi (Brauns, 1912)
- Lipotriches medani (Cockerell, 1942)
- Lipotriches media (Benoist, 1964)
- Lipotriches mediorufa (Cockerell, 1912)
- Lipotriches melanodonta (Cockerell, 1926)
- Lipotriches melanoptera (Cockerell, 1910)
- Lipotriches melanosoma (Benoist, 1964)
- Lipotriches melvilliana (Cockerell, 1929)
- Lipotriches minuta (Benoist, 1964)
- Lipotriches minutula (Friese, 1909)
- Lipotriches miranda (Rayment, 1954)
- Lipotriches modesta (Smith, 1862)
- Lipotriches moerens (Smith, 1875)
- Lipotriches mollis (Smith, 1879)
- Lipotriches montana (Ebmer, 1978)
- Lipotriches montana (Friese, 1930)
- Lipotriches morata (Cockerell, 1920)
- Lipotriches mozambensis (Pauly, 2003)
- Lipotriches muscosa (Cockerell, 1910)
- Lipotriches musgravei (Cockerell, 1929)
- Lipotriches muyengaensis Pauly
- Lipotriches nana (Smith, 1875)
- Lipotriches nanensis (Cockerell, 1929)
- Lipotriches nasalis Pauly
- Lipotriches natalensis (Cockerell, 1916)
- Lipotriches neglecta (Smith)
- Lipotriches negligenda (Dalla Torre, 1896)
- Lipotriches nigra (Wu, 1985)
- Lipotriches nitidibasis (Cockerell, 1920)
- Lipotriches notabilis (Schletterer, 1891)
- Lipotriches notiomorpha (Hirashima, 1978)
- Lipotriches nubecula (Smith, 1875)
- Lipotriches nubilosa (Cockerell, 1942)
- Lipotriches nuda (Rayment, 1939)
- Lipotriches nyikaensis Pauly
- Lipotriches oberthuerella (Saussure, 1890)
- Lipotriches oberthurella (de Saussure)
- Lipotriches obscura (Benoist, 1964)
- Lipotriches obscurescens (Cockerell)
- Lipotriches odontostoma (Cockerell, 1941)
- Lipotriches opacibasis (Cockerell, 1935)
- Lipotriches opacicollis (Cockerell)
- Lipotriches orientalis (Friese, 1909)
- Lipotriches pachypoda (Cockerell, 1920)
- Lipotriches palavanica (Cockerell, 1915)
- Lipotriches pallidibasis (Cockerell, 1936)
- Lipotriches pallidicincta (Cockerell, 1932)
- Lipotriches pallidiventer (Cockerell, 1943)
- Lipotriches paludis Pauly
- Lipotriches panganina (Strand, 1911)
- Lipotriches parca (Kohl, 1906)
- Lipotriches patellifera (Westwood, 1875)
- Lipotriches pennata (Friese, 1924)
- Lipotriches perlucida (Cockerell, 1911)
- Lipotriches petterssoni (Pauly, 1991)
- Lipotriches phanerura (Cockerell, 1913)
- Lipotriches phenacura (Cockerell, 1911)
- Lipotriches philippinensis (Cockerell, 1915)
- Lipotriches picardi (Gribodo, 1894)
- Lipotriches pilipes (Smith, 1875)
- Lipotriches platycephala (Cockerell, 1917)
- Lipotriches predonta Pauly
- Lipotriches pristis (Vachal, 1903)
- Lipotriches pseudoclavata Pauly
- Lipotriches pseudohalictiella (Strand, 1913)
- Lipotriches pulchricornis (Cockerell, 1943)
- Lipotriches pulchriventris (Cameron, 1897)
- Lipotriches purnongensis (Cockerell, 1913)
- Lipotriches quartinae (Gribodo, 1884)
- Lipotriches raialii (Pauly, 2001)
- Lipotriches rainandriamampandryi (Pauly, 2001)
- Lipotriches ranomafanae (Pauly, 2001)
- Lipotriches reginae (Cockerell, 1905)
- Lipotriches regis (Cockerell, 1910)
- Lipotriches reichardia (Strand, 1911)
- Lipotriches rossi Pauly
- Lipotriches rozenorum Pauly
- Lipotriches rubella (Smith, 1875)
- Lipotriches rufipes (Smith, 1875)
- Lipotriches rufocognita (Cockerell, 1905)
- Lipotriches rugicollis (Friese, 1930)
- Lipotriches rustica (Westwood, 1875)
- Lipotriches ruwenzorica (Cockerell, 1935)
- Lipotriches saegeri Pauly
- Lipotriches salamae Pauly
- Lipotriches sanguinolenta (Friese, 1930)
- Lipotriches sansibarica (Strand, 1912)
- Lipotriches satelles (Cockerell, 1912)
- Lipotriches saussurei (Friese, 1902)
- Lipotriches schroederi (Strand, 1914)
- Lipotriches scutellata (Smith, 1875)
- Lipotriches semiaurea (Cockerell, 1905)
- Lipotriches semihirta (Cockerell, 1932)
- Lipotriches semipallida (Cockerell, 1905)
- Lipotriches senegalicola (Strand, 1912)
- Lipotriches serratipes (Friese)
- Lipotriches setulosa (Benoist, 1962)
- Lipotriches seydeli Pauly
- Lipotriches shanganiensis (Cockerell, 1935)
- Lipotriches shimbaensis Pauly
- Lipotriches sicheli (Vachal, 1897)
- Lipotriches sikorai (Pauly, 1991)
- Lipotriches sjoestedti (Friese, 1909)
- Lipotriches smaragdula (Pauly, 1984)
- Lipotriches snizeki Pauly
- Lipotriches speciosana (Strand, 1913)
- Lipotriches speculina (Cockerell, 1942)
- Lipotriches sphecodoides (Pauly, 1991)
- Lipotriches spinulifera (Cockerell, 1933)
- Lipotriches stalkeri (Cockerell, 1910)
- Lipotriches stordyi (Cockerell, 1943)
- Lipotriches subarmata (Cockerell, 1943)
- Lipotriches subaurata Pauly
- Lipotriches subaustralica (Cockerell, 1910)
- Lipotriches sublucens (Cockerell, 1939)
- Lipotriches submoerens (Cockerell, 1914)
- Lipotriches subnitida (Benoist, 1964)
- Lipotriches swalei (Cockerell, 1939)
- Lipotriches takauensis (Friese, 1910)
- Lipotriches tampoloensis (Pauly, 1991)
- Lipotriches tanganyicensis (Strand, 1913)
- Lipotriches tenthrediniformis Pauly
- Lipotriches tenuihirta (Cockerell, 1905)
- Lipotriches testacea (Friese)
- Lipotriches testacea (Strand, 1913)
- Lipotriches testaceipes (Friese, 1924)
- Lipotriches tetraloniformis (Strand, 1912)
- Lipotriches thor (Cockerell, 1930)
- Lipotriches triangularis (Cockerell, 1905)
- Lipotriches tridentata (Smith, 1875)
- Lipotriches triodonta (Kohl, 1906)
- Lipotriches tristemmae (Pauly, 2001)
- Lipotriches tristemme (Pauly)
- Lipotriches trochanterica (Friese, 1908)
- Lipotriches tuckeri (Friese, 1930)
- Lipotriches tulearensis (Benoist, 1962)
- Lipotriches turneri (Friese, 1924)
- Lipotriches ulongensis (Cockerell, 1929)
- Lipotriches umbiloensis (Cockerell, 1916)
- Lipotriches upembensis Pauly
- Lipotriches usambarae Pauly
- Lipotriches ustula (Cockerell, 1911)
- Lipotriches vicina (Stadelmann, 1897)
- Lipotriches viciniformis (Cockerell, 1939)
- Lipotriches victoriae (Cockerell, 1910)
- Lipotriches voeltzkowi (Friese, 1907)
- Lipotriches voiensis Pauly
- Lipotriches vulpina (Gerstäcker, 1857)
- Lipotriches welwitschi (Cockerell, 1908)
- Lipotriches whitfieldi (Cockerell, 1942)
- Lipotriches willeyi (Cameron, 1905)
- Lipotriches williamsi (Cockerell, 1930)
- Lipotriches xanthogastra (Alfken, 1926)
- Lipotriches yapiensis (Cockerell, 1943)
- Lipotriches yasumatsui (Hirashima, 1961)
- Lipotriches yunnanensis (He & Wu, 1985)
- Lipotriches zeae (Wu, 1985)
- Lipotriches zuala (Strand, 1911)

## Classification
Le nom valide complet (avec auteur) de ce taxon est Lipotriches Gerstäcker, 1858.
Lipotriches a pour synonymes :
- Armatriches Pauly, 2014
- Betsileotriches Pauly, 2014
- Cubitriches Pauly, 2014
- Patellotriches Pauly, 2014
- Stellotriches Pauly, 2014